# Lizardite
La lizardite est un minéral phyllosilicate de formule chimique Mg3Si2O5(OH)4. C'est un des polymorphes de la serpentine. Elle a un grain extrêmement fin et présente un aspect squameux. Elle est aussi appelée orthoantigorite et comprend une grande partie de la serpentine présente dans les marbres serpentins. Elle est triclinique, a une direction de clivage parfaite {001} et peut être de couleur blanche, jaune ou verte. La lizardite est translucide, tendre (dureté 2,5 – 3,5 sur l'échelle de Mohs) et a une densité moyenne de 2,57. Elle peut être pseudomorphe à la place de l'enstatite, de l'olivine ou de pyroxènes, auxquels cas le nom bastite lui est parfois attribué. La bastite peut avoir un lustre soyeux.

## Inventeur et étymologie
La lizardite est nommée ainsi d'après sa localité type.

## Topotype
Tregonwell Mill, Manaccan, péninsule de Lizard, Cornouailles, Royaume-Uni.

## Galerie

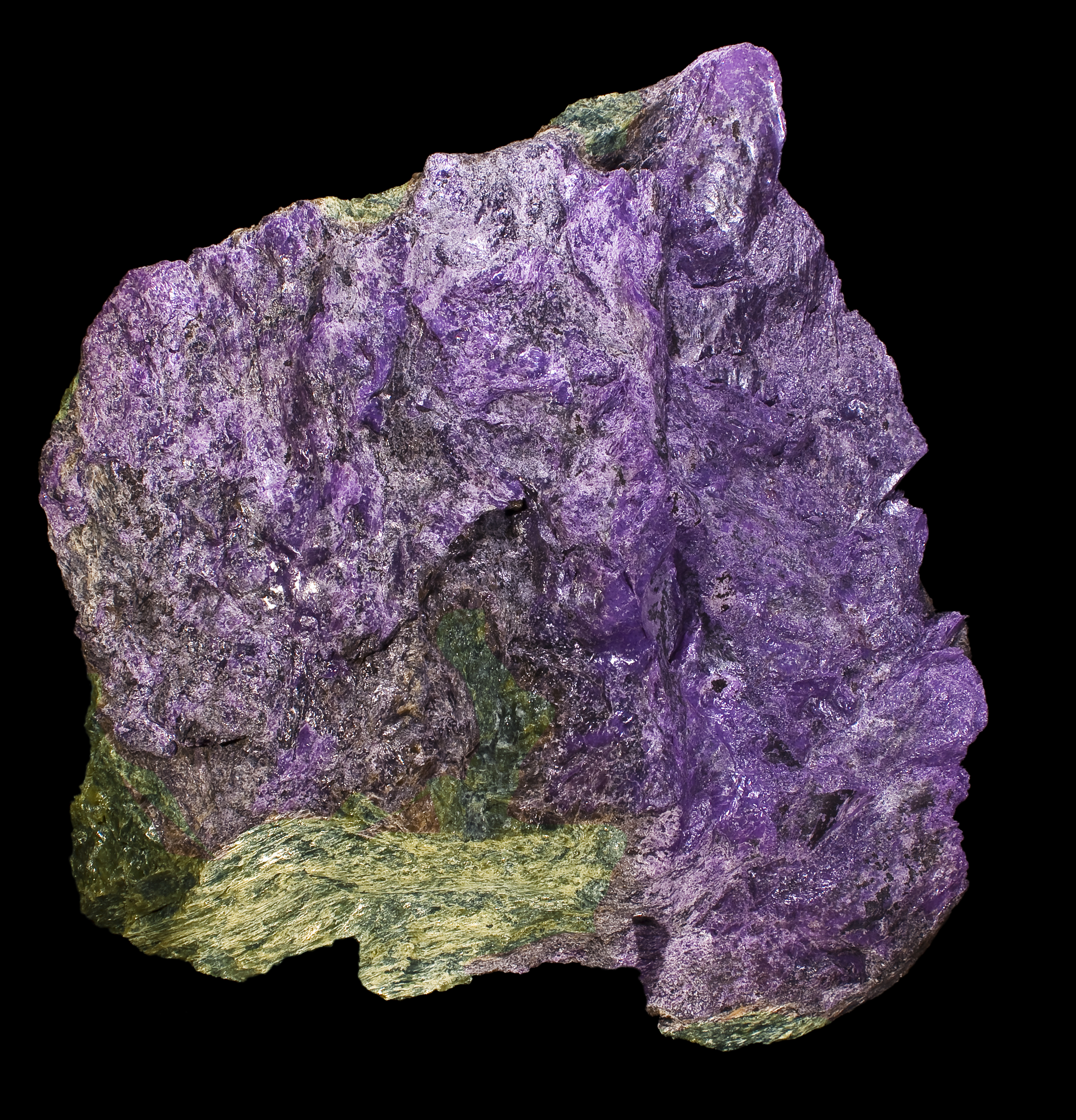
Lizardite(dans le bas) et stichtite